# 神埼市立千代田西部小学校
神埼市立千代田西部小学校（かんざきしりつ ちよだせいぶしょうがっこう）は、佐賀県神埼市千代田町餘江にある市立の小学校。

## 概要
歴史
1875年（明治8年）創立。数回の改組・改称を経て、現校名になったのは2006年（平成18年）。2025年（令和7年）に創立150周年を迎える。
校章
中央に校名の略称「千西小」（縦書き）を配している。
校歌
1957年（昭和32年）制定。作詞は黒田侃、作曲は陶山聡による。歌詞は2番まであり、両番の歌詞中に校名の「西部校」が登場する。
校区
神埼市千代田町のうち「境原、餘江、下西」。中学校区は神埼市立千代田中学校。

## 沿革
- 1875年（明治8年）7月 -  「吉岡小学校」が創立。
- 1876年（明治9年）11月 - 「犬童小学校」が創立。
- 1881年（明治14年）5月 - 「下西小学校」が創立。
- 1882年（明治15年）10月 - 「川崎小学校」が創立。
- 1884年（明治17年） 7月 - 小学校2校（犬童・川崎）を廃止。吉岡小学校と下西小学校が統合により「芙蓉小学校 吉岡分校・下西分校」となる。
- 1888年（明治21年）- 芙蓉小学校より分離の上、尋常科（4年制）を設置し、「尋常吉岡小学校」に改称。同時に下西分校が移管される。
- 1889年（明治22年）
  - 4月1日 - 町村制施行により、神埼郡の3村（境原・余江・下西）が合併の上、境野村が発足。
  - この年 - 尋常吉岡小学校と下西分校を統合の上、「尋常境野小学校」と改称。
- 1891年（明治24年）- 現在地に校舎を新築の上、「境野尋常小学校」に改称。
  - 高等科は蓮池・千歳・城田・境野四ヶ村組合立 芙蓉高等小学校へ通学することとなる。
- 1893年（明治26年）11月 - 犬童仮分板場（2年制）を開設。
- 1894年（明治27年）
  - 1月 - 芙蓉尋常小学校へ委託していた東野ヶ里・上・下仁戸田地区の児童38名が復帰。
  - 3月 - 2教室と事務室が完成。
- 1895年（明治28年）
  - 4月 - 席書会を開催。児童349名が出席。
  - 7月 - 暴風雨のため、西側校舎一棟が倒壊。
  - 9月 - 校舎を改築。体操科は毎週1回若宮神社境内で授業を行う。
- 1896年（明治29年）1月 - 改築校舎が完成。
- 1897年（明治30年）5月 - 校舎を建築の上、犬童仮分教場を犬童分校とする。
- 1901年（明治34年）4月 - 犬童分校を犬童分教場とする。
- 1903年（明治36年）3月 - 犬童分教場を廃止の上、児童の一部は本校に収容し、一部は西郷村の千連尋常小学校に委託。
- 1904年（明治37年) - 運動場を拡張。
- 1907年（明治40年）- 改正小学校令により、尋常科が6年制・高等科が2～3年制となる。
- 1908年（明治41年）
  - この年 - 高等科を併置の上、「境野尋常高等小学校」に改称。教室不足のため、境野村役場を移転の上、移転後の旧役場庁舎を仮教室とし、尋常科6年と高等科1・2年の児童生徒を収容。
  - 9月 - 芙蓉高等小学校を組織する組合が解散。校舎を解体し、尋常高等小学校の教室増築にあてる。
- 1909年（明治42年）- 教室の増改築が完成。校地を拡張。
- 1911年（明治44年）4月 - 勧学旗を授与される。
- 1926年（大正15年）3月 - 尋常科4年以上の児童生徒、神埼町曙座へ教育活動写真を観覧。
- 1934年（昭和9年）9月 - 託児所が開設される。
- 1939年（昭和14年）9月 - 校舎の一部が完成し、移転。
- 1941年（昭和16年）4月1日 - 国民学校令施行により、「境野村国民学校」に改称。尋常科を初等科に改める。
- 1943年（昭和18年）- 小学校併置の村立青年学校が独立。
- 1947年（昭和22年）4月1日 - 学制改革が行われる。
  - 境野村国民学校の初等科（6年制）は新制小学校「境野村立境野小学校」となる。
  - 境野村国民学校の高等科（2年制）は青年学校普通科とともに、新制中学校「境野村立境野中学校[2]」（3年制）に改組される。小学校に併設される。
- 1954年（昭和29年）7月 - 体育館が完成。
- 1955年（昭和30年）4月1日 - 町村合併[3]により、千代田村が発足したため、「千代田村立千代田西部小学校」に改称。
- 1956年（昭和31年）9月 - 講堂が完成。
- 1957年（昭和32年）2月10日 - 校歌を制定。
- 1960年（昭和35年）- 千代田村立中学校3校の統合校舎の完成により、旧・千代田中学校西校舎[2]が移管される。
- 1961年（昭和36年）- 給食を開始。
- 1963年（昭和38年）- 中学校西校舎[2]跡のソテツの木を講堂前に移植。
- 1964年（昭和39年）- 中学校西校舎[2]跡に小運動場を造成。
- 1965年（昭和40年）4月1日 - 町制施行により、「千代田町立千代田西部小学校」に改称。
- 1967年（昭和42年）- 岩国園を造成。
- 1968年（昭和43年）- 植物園を造成。
- 1970年（昭和45年）- プールを建設。
- 1975年（昭和50年）- 創立100周年記念式典を挙行。
- 1979年（昭和54年）3月 - 千代田町学校給食共同調理場の完成により、米飯給食を開始。
- 1982年（昭和57年）7月 - 鉄筋コンクリート造3階建ての新校舎が完成。
- 1987年（昭和62年）12月 - 体育館が完成。
- 1992年（平成4年）9月 - 観察池が完成。
- 1994年（平成6年）- この年度の入学生より、標準服を改定。屋上パネルを設置。
- 1998年（平成10年）
  - 2月 - 新安初等学校（韓国）との交流会を実施。
  - 10月 - 学童保育「ひしの実｣を開設。
  - この年 - パソコン教室が完成。
- 2001年（平成13年）- プールの全面改修を実施。
- 2006年（平成18年）3月20日 - 町村合併により、「神埼市立千代田中部小学校」（現校名）に改称。
- 2007年（平成19年）3月 - 作法室を普通教室に改修。
- 2009年（平成21年）3月 - 社会科資料室を特別支援学級に改修。
- 2011年（平成23年）
  - 4月 - 1学級減のため、旧2年1組を教材室とする。
  - 7月 - 放課後児童クラブ「ひしの実」新築開所式を挙行。
- 2015年（平成27年）9月 - 児童会の歌「せんだんのように」が完成。

## 交通
最寄りの鉄道駅
- JR九州 長崎本線「伊賀屋駅」

最寄りの幹線道路
- 国道264号・佐賀県道48号佐賀外環状線「西原の町」交差点

## 周辺
- 原の町簡易郵便局
- 中地江川